# Discobar Galaxie
Discobar Galaxie is een dj-collectief uit de Belgische stad Leuven. Het trio bestaat uit DJ Bobby Ewing (Jimmy Dewit), DJ Lars Capaldi (Frank Somers) en MC Six (Christophe Baggerman).

## Geschiedenis
In de vroege jaren 1990 begonnen ze voornamelijk disco-platen te draaien in Leuvense fuifzalen. Hun pseudoniemen zijn gebaseerd op tv-programma's uit de jaren 70. Bobby Ewing is bijvoorbeeld een personage uit de Amerikaanse soapserie Dallas. Loveboat verwijst naar de tv-serie The Love Boat. De naam "Lars Capaldi" is een samengestelde naam, gebaseerd op Somers' toenmalige Skandinavische uitstraling. De naam "Capaldi" werd aan een kennis uit de omgeving van Leuven ontleend.
Vandaag staan ze bekend om een mengeling van verschillende muziekstijlen.
Begin 2000 krijgt Discobar Galaxie een eigen show op Studio Brussel, met DJ Bobby Ewing achter de draaitafels en MC Loveboat achter de microfoon. Het collectief draaide op vele festivals, onder meer op Marktrock, Lokerse Feesten, Rock Ternat en Laundry Day.
Sinds 2002 staat Discobar Galaxie op het tussenpodium van Rock Werchter, waar ze tijdens de onderbrekingen van het hoofdpodium met hun Galaxie Gangbang Soundsystem op de toren van Jupiler (Joe Piler town) platen draaien. Dit doen ze samen met bevriende dj's, waaronder Frères Deluxe, Buscemi, 4T4 en MC Six.
Er zijn tot nu toe zes mixalbums verschenen: In your Space, Give Space a Chance, Space Bar, The Original Multiplayer Soundsystem, Inside The Soundsystem en Boombox. De laatste drie bevatten naast een mix-cd ook twee bonus-cd's met volledige nummers.
In de zomer van 2012 verschenen er onder de noemer The Galaxie's Guide To The Discobar vier compilatie-cd's bij het weekblad Humo, met telkens nummers die voor het trio essentieel zijn in de genres soul, funk, rap en disco. Eind 2012 werden de cd's ook als box uitgebracht, met een extra compilatie vol originele house-nummers.